# Asienspiele 2022/Kanu
Bei den Asienspielen 2022 wurden vom 30. September bis 7. Oktober 2023 insgesamt 16 Wettbewerbe im Kanu ausgetragen, davon je sechs bei den Männern und bei den Frauen im Kanusprint und je zwei bei den Männern und bei den Frauen im Kanuslalom. Austragungsort war das Fuyang Water Sports Centre.
Erfolgreichste Nation war Gastgeber China, dessen Kanuten 12 der 16 Wettbewerbe gewannen und darüber hinaus auch eine Silbermedaille erhielten. Dahinter folgten die Mannschaften von Chinesisch Taipeh, Kasachstan und Usbekistan. Während Chinesisch Taipeh unter anderem zwei Goldmedaillen gewann, sicherten sich die Kanuten aus Kasachstan und Usbekistan unter anderem jeweils eine Goldmedaille.

## Bilanz

### Medaillenspiegel
| Platz  | Land              | Gold | Silber | Bronze | Gesamt |
| ------ | ----------------- | ---- | ------ | ------ | ------ |
| 1      | China             | 12   | 1      | —      | 13     |
| 2      | Chinesisch Taipeh | 2    | —      | 1      | 3      |
| 3      | Kasachstan        | 1    | 5      | 5      | 11     |
| 4      | Usbekistan        | 1    | 3      | 3      | 7      |
| 5      | Südkorea          | —    | 3      | —      | 3      |
| 6      | Japan             | —    | 2      | 2      | 4      |
| 7      | Thailand          | —    | 1      | 1      | 2      |
| 8      | Singapur          | —    | 1      | —      | 1      |
| 9      | Iran              | —    | —      | 3      | 3      |
| 10     | Indien            | —    | —      | 1      | 1      |
| Gesamt | Gesamt            | 16   | 16     | 16     | 48     |

### Medaillengewinner

#### Kanusprint
Männer
| Disziplin | Gold                                                     | Silber                                                        | Bronze                                                        |
| --------- | -------------------------------------------------------- | ------------------------------------------------------------- | ------------------------------------------------------------- |
| C1 1000 m | Lai Kuan-chieh                                           | Vladlen Denisov                                               | Timofei Jemeljanow                                            |
| C2 500 m  | KasachstanSergei Jemeljanow Timur Chaidarow              | JapanMasato Hashimoto Ryo Naganuma                            | IranAdel Mojallali Seyed Kia Eskandani                        |
| C2 1000 m | UsbekistanShokhmurod Kholmuradov Nurislom Tukhtasin Ugli | KasachstanTimofei Jemeljanow Sergei Jemeljanow                | IndienArjun Singh Sunil Singh Salam                           |
| K1 1000 m | Zhang Dong                                               | Shakhriyor Makhkamov                                          | Kirill Tubajew                                                |
| K2 500 m  | ChinaBu Tingkai Wang Congkang                            | SüdkoreaCho Gwang-hee Jang Sang-won                           | IranSepehr Saatchy Peyman Ghavidel Siah Sofiani               |
| K4 500 m  | ChinaBu Tingkai Wang Congkang Zhang Dong Dong Yi         | SüdkoreaCho Gwang-hee Jo Hyun-hee Jang Sang-won Jeong Ju-hwan | JapanKeiji Mizumoto Akihiro Inoue Taishi Tanada Seiji Komatsu |

Frauen
| Disziplin | Gold                                            | Silber                                                | Bronze                                                                              |
| --------- | ----------------------------------------------- | ----------------------------------------------------- | ----------------------------------------------------------------------------------- |
| C1 200 m  | Lin Wenjun                                      | Orasa Thiangkathok                                    | Marija Browkowa                                                                     |
| C2 200 m  | ChinaShuai Changwen Lin Wenjun                  | KasachstanMargarita Torlopowa Uljana Kisselewa        | UsbekistanShokhsanam Sherzodova Nilufar Zokirova                                    |
| C2 500 m  | ChinaXu Shixiao Sun Mengya                      | KasachstanRufina Iskakowa Marija Browkowa             | ThailandOrasa Thiangkathok Aphinya Sroichit                                         |
| K1 500 m  | Li Dongyin                                      | Stephenie Chen                                        | Hediye Kazemi                                                                       |
| K2 500 m  | ChinaYin Mengdie Wang Nan                       | KasachstanOlga Schmeljowa Irina Podoinikowa           | UsbekistanEkaterina Shubina Arina Tanatmisheva                                      |
| K4 500 m  | ChinaLi Dongyin Yin Mengdie Wang Nan Sun Yuewen | SüdkoreaChoi Ran Lee Han-sol Jo Shin-young Lee Ha-lin | UsbekistanShakhrizoda Mavlonova Arina Tanatmisheva Ekaterina Shubina Yuliya Borzova |

#### Kanuslalom
Männer
| Disziplin | Gold          | Silber         | Bronze            |
| --------- | ------------- | -------------- | ----------------- |
| C1        | Xie Yuangcong | Anvar Klevleev | Alexander Kulikow |
| K1        | Quan Xin      | Yūki Tanaka    | Wu Shao-hsuan     |

Frauen
| Disziplin | Gold          | Silber               | Bronze               |
| --------- | ------------- | -------------------- | -------------------- |
| C1        | Huang Juan    | Anastassija Ananjewa | Haruka Okazaki       |
| K1        | Chang Chu-han | Li Lu                | Jekaterina Taranzewa |